# 芬蘭次區
次區（芬蘭語：seutukunta）是芬蘭的一種用于统计用途的區劃。每个市镇属于某个次区，其隶属关系取决于市镇之间的合作关系，以及居民的通勤范围。次区内的市镇必须属于同一行政區。次区的划分不再是行政区划，而仅用于统计目的，但这也是一种有效的划分方式。
次区用于芬蘭經濟暨就業部作为其地区补贴政策的区划方式。该部也每年确认次区划分的变化。次区相當於歐盟的統計領土劃分級別LAU 1（以前為NUTS 4）。2021年起芬蘭划分为69個次區，其下分为309個市鎮，其上則有19個行政區。
次区的划分始于1994年，自2014年起次区划分不再是官方的行政区划，2018年时次区是芬兰统计机构使用的区划单位之一。

## 列表
| 拉普蘭區（Lappi） 1. 東拉普蘭次區（Itä-Lapin seutukunta） 2. 凱米-托爾尼奧次區（Kemi–Tornion seutukunta） 3. 北拉普蘭次區（Pohjois-Lapin seutukunta） 4. 羅瓦涅米次區（Rovaniemen seutukunta） 5. 托爾尼奧河谷次區（Torniolaakson seutukunta） 6. 高地拉普蘭次區（Tunturi-Lapin seutukunta） 凱努區（Kainuu） 1. 卡亞尼次區（Kajaanin seutukunta） 2. 外圍凱努次區（Kehys-Kainuun seutukunta） 北波赫扬马区（Pohjois-Pohjanmaa） 1. 東北地次區（Koillismaan seutukunta） 2. 尼瓦拉-哈帕耶爾維次區（Nivala–Haapajärven seutukunta） 3. 奧盧次區（Oulun seutukunta） 4. 奧倫卡里次區（Oulunkaaren seutukunta） 5. 拉赫次區（Raahen seutukunta） 6. 哈帕韋西-錫卡拉特瓦次區（Haapaveden-Siikalatvan seutukunta） 7. 上維耶斯卡次區（Ylivieskan seutukunta） 南萨沃区（Etelä-Savo） 1. 米凱利次區（Mikkelin seutukunta） 2. 皮耶克賽邁基次區（Pieksämäen seutukunta） 3. 薩翁林納次區（Savonlinnan seutukunta） 北卡累利阿區（Pohjois-Karjala） 1. 約恩蘇次區（Joensuun seutukunta） 2. 中卡累利阿次區（Keski-Karjalan seutukunta） 3. 皮耶利寧卡累利阿次區（Pielisen Karjalan seutukunta） 北薩沃區（Pohjois-Savo） 1. 東北薩沃次區（Koillis-Savon seutukunta） 2. 庫奧皮奧次區（Kuopion seutukunta） 3. 內薩沃次區（Sisä-Savon seutukunta） 4. 瓦爾考斯次區（Varkauden seutukunta） 5. 上薩沃次區（Ylä-Savon seutukunta） 南波赫扬马区（Etelä-Pohjanmaa） 1. 湖區次區（Järviseudun seutukunta） 2. 六市鎮次區（Kuusiokuntien seutukunta） 3. 塞伊奈約基次區（Seinäjoen seutukunta） 4. 蘇波赫亞次區（Suupohjan seutukunta） 中波赫扬马区（Keski-Pohjanmaa） 1. 考斯蒂寧次區（Kaustisen seutukunta） 2. 科科拉次區（Kokkolan seutukunta） 中芬蘭區（Keski-Suomi） 1. 約察次區（Joutsan seutukunta） 2. 于韋斯屈萊次區（Jyväskylän seutukunta） 3. 耶姆賽次區（Jämsän seutukunta） 4. 凱烏魯次區（Keuruun seutukunta） 5. 薩里耶爾維-維塔薩里次區（Saarijärven–Viitasaaren seutukunta） 6. 艾內科斯基次區（Äänekosken seutukunta） 皮爾坎馬區（Pirkanmaa） 1. 南皮爾坎馬次區（Etelä-Pirkanmaan seutukunta） 2. 西南皮爾坎馬次區（Lounais-Pirkanmaan seutukunta） 3. 西北皮爾坎馬次區（Luoteis-Pirkanmaan seutukunta） 4. 坦佩雷次區（Tampereen seutukunta） 5. 上皮爾坎馬次區（Ylä-Pirkanmaan seutukunta） 波赫扬马区（Pohjanmaa） 1. 雅各布斯塔德次區（Pietarsaaren seutukunta） 2. 蘇波赫亞沿海區（Suupohjan rannikkoseutu） 3. 瓦薩次區（Vaasan seutukunta） 薩塔昆塔區（Satakunta） 1. 北薩塔昆塔次區（Pohjois-Satakunnan seutukunta） 2. 波里次區（Porin seutukunta） 3. 勞馬次區（Rauman seutukunta） 芬兰本部区（Varsinais-Suomi） 1. 洛伊馬次區（Loimaan seutukunta） 2. 薩洛次區（Salon seutukunta） 3. 圖爾庫次區（Turun seutukunta） 4. 瓦卡芬蘭次區（Vakka-Suomen seutukunta） 5. 奧布蘭次區（Turunmaan seutukunta） 南卡累利阿區（Etelä-Karjala） 1. 伊馬特拉次區（Imatran seutukunta） 2. 拉彭蘭塔次區（Lappeenrannan seutukunta） 坎塔海梅區（Kanta-Häme） 1. 福爾薩次區（Forssan seutukunta） 2. 海門林納次區（Hämeenlinnan seutukunta） 3. 里希邁基次區（Riihimäen seutukunta） 屈米河谷区（Kymenlaakso） 1. 科特卡-哈米納次區（Kotka–Haminan seutukunta） 2. 科沃拉次區（Kouvolan seutukunta） 派耶特海梅区（Päijät-Häme） 1. 拉赫蒂次區（Lahden seutukunta） 新地区（Uusimaa） 1. 赫爾辛基次區（Helsingin seutukunta） 2. 洛維薩次區（Loviisan seutukunta） 3. 波爾沃次區（Porvoon seutukunta） 4. 拉塞博里次區（Raaseporin seutukunta） 奥兰区（Ahvenanmaa） 1. 瑪麗港市（Mariehamns stad） 2. 奧蘭鄉村（Ålands landsbygd） 3. 奧蘭群島（Ålands skärgård） | 1 2 3 4 5 6 7 8 9 10 11 12 13 14 15 16 17 18 19 20 21 22 23 24 25 26 27 28 29 30 31 32 33 34 35 36 37 38 39 40 41 42 43 44 45 46 47 48 49 50 51 52 53 54 55 56 57 58 59 60 61 62 63 64 65 66 67 68 69 |